# Alheidis von Rohr

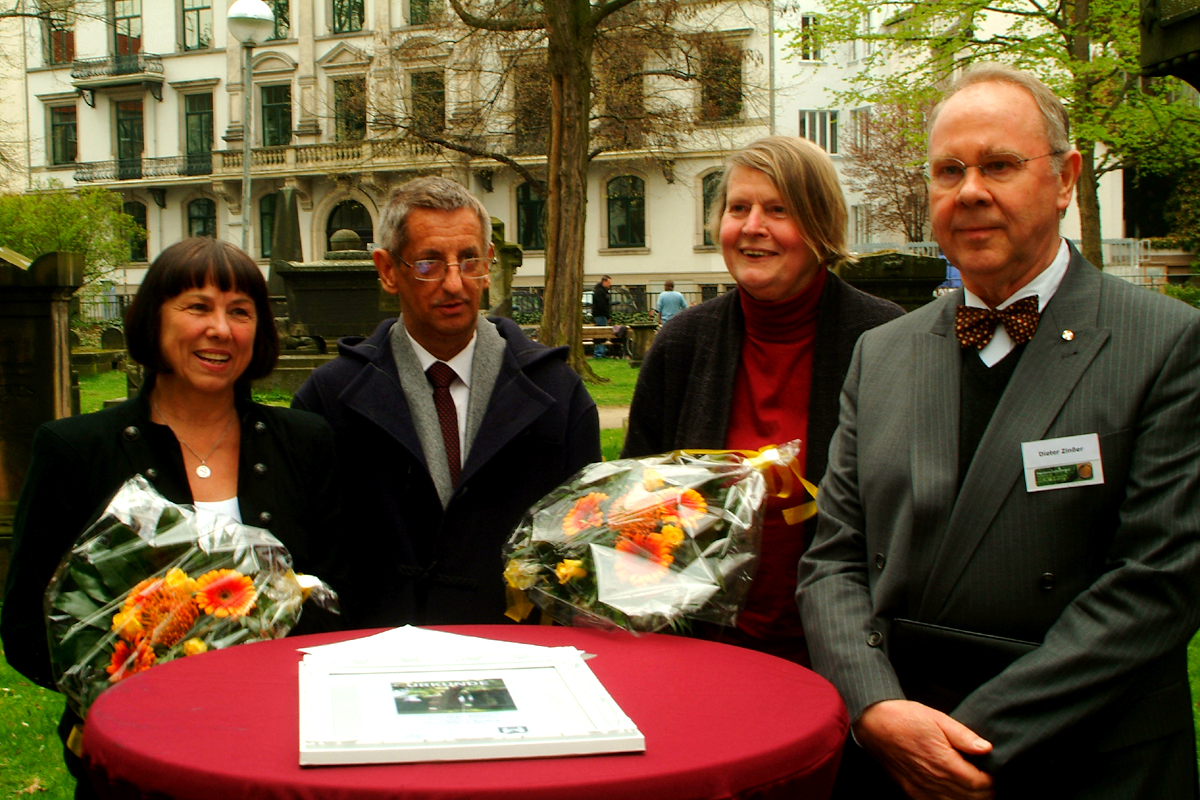
Gruppenbild auf dem Gartenfriedhof; Alheidis von Rohr (3. von links) referierte zur Biographie des dort bestatteten königlichen Hofmalers Johann Heinrich Ramberg

Alheidis von Rohr (auch Adelheidis von Rohr; * 16. Dezember 1940 in Magdeburg) ist eine deutsche Kunsthistorikerin.

## Leben
Alheidis von Rohr wuchs als drittes von acht Kindern zuerst in Grabow bei Burg bei Magdeburg und ab 1945 in Koldingen bei Hannover auf. Sie besuchte nach der Grundschulzeit in Koldingen das Landschulheim am Solling und legte ihr Abitur an der Wilhelm-Raabe-Schule in Hannover ab. Sie studierte Kunstgeschichte, Archäologie und Ägyptologie in Göttingen, Bonn und München. 1967 promovierte sie an der Universität Bonn.
Danach war sie persönliche Referentin des Generaldirektors der Staatlichen Museen zu Berlin.
Ab 1974 war sie am Historischen Museum Hannover tätig. Von 1985 bis 1999 war sie Oberkustodin des Historischen Museums Hannover. Im Jahr 1999 war sie Leiterin der Abteilung Landesgeschichte im Historischen Museum am Hohen Ufer in Hannover.
Inzwischen befindet sich von Rohr im Ruhestand.

## Veröffentlichungen (Auswahl)
- Berthold Furtmeyr und die Regensburger Buchmalerei des 15. Jahrhunderts. Philosophische Dissertation Bonn 1967.
- mit Frank Hermann: Edward Solly. Geschäftsmann, Kunstsammler, Kunsthändler. In: Jahrbuch Preussischer Kulturbesitz. 7, 1969, S. 149–159.
- Bemerkungen zu einer Kaiserchronik von 1504 für Herzog Albrecht von Bayern. In: Sammelblatt des Historischen Vereins Ingolstadt. Band 81, 1972, S. 197 f.
- mit Carl-Georg Böhne: Kunstwerke und Dokumente aus den Sammlungen der Stiftung Preußischer Kulturbesitz in Berlin, 1974
- mit Edgar Kalthoff, unter Mitarbeit von Heinrich Sievers: Calenberg. Von der Burg zum Fürstentum. Herrschaft und Kultur in Zentralniedersachsen zwischen 1300 und 1700. Beiträge zur Ausstellung, Historisches Museum am Hohen Ufer, Hannover, 1979
- Staats- und Stadtwagen aus dem hannoverschen Marstall, ergänzte Neuauflage des 1978 in den Hannoverschen Geschichtsblättern publizierten Artikels, Hannover: Historisches Museum am Hohen Ufer, 1980
- Sophie Kurfürstin von Hannover (1630–1714), Begleitheft zur Ausstellung. Mit einem Beitrag von Waldemar R. Röhrbein, Historisches Museum am Hohen Ufer, Hannover 1980
- Verdient und Erdient, Orden gestern und heute. Begleitheft zur Ausstellung im Historischen Museum am Hohen Ufer, Hannover 1981
- Das Standbild des Generals Graf Carl von Alten in Hannover. In: Niederdeutsche Beiträge zur Kunstgeschichte Bd. 22, 1983, S. 149–162
- Bürgerliche Wohnkultur des 19. Jahrhunderts in Hannover, Begleitheft zur gleichnamigen Ausstellung im Historischen Museum Hannover, Hannover: Historisches Museum, 1987
- Tafelaufsatz von Karl Gundelach 1903. Historisches Museum Hannover. Kulturstiftung der Länder, Bonn 1988 (Kulturstiftung der Länder. 4).
- Lauensteiner Glas 1701–1827, Historisches Museum Hannover 1991[7]
- Louise Lehzen. Queen Victorias hannoversche Gouvernante, in: Hannoversche Geschichtsblätter, Band 46, 1992, S. 187–195.
- mit Waldemar R. Röhrbein: Heil unserm König! Herzöge, Kurfürsten, Könige in Hannover. Hannover 1995, S. 8–9 (= Schriften des Historischen Museums Hannover 7) ISBN 3-910073-09-3
- Johann Heinrich Ramberg, 1763 – Hannover – 1840. Maler für König und Volk, Hannover: Historisches Museum 1998. (= Schriften des Historischen Museums Hannover 14) ISBN 3-910073-15-8
- Malerisch-idealisiert. Stadtansichten Hannovers vom 16. Jahrhundert bis 2000, Begleitbuch zur gleichnamigen Ausstellung (= Schriften des Historischen Museums Hannover Heft Nr. 17), Hannover: HMH 2000, ISBN 3-910073-18-2
- Der Porträtist Conrad L’Allemand, in: Hans Dickel u. a.: Preussen, die Kunst und das Individuum: Beiträge gewidmet Helmut Börsch-Supan. Berlin 2003, S. 301 ff. ISBN 3-05-003789-X Digitalisat
- Der Hannoversche Viehmarkt, gemalt um 1745, in: Hannoversche Geschichtsblätter, Bd. 57/58, 2003/04, S. 139ff.
- Das königliche Zeughaus in Hannover als Museum, in: Hannoversche Geschichtsblätter, Bd. 61, 2007,
- Paul Fisch (1786–1875) – Miniaturmaler aus Hannover in London, in: Hannoversche Geschichtsblätter, Bd. 63, 2010, S. 89–100
- Der Weg zur Krone. Macht- und Herrschaftszeichen der Welfen. Matrix-Media-Verlag, Göttingen 2014, ISBN 978-3-932313-62-2.